# 秋山忠右
秋山 忠右（あきやま ただすけ、1941年3月17日 - 2013年6月25日）は、東京都出身の写真家。

## 経歴
1941年3月17日、東京都品川に生まれる。早稲田大学政治経済学部を卒業後、1964年に東京綜合写真専門学校研究科を卒業する。石元泰博の師事となったが、1965年にフリーランスとなった。同年には、佐藤晴雄と共同で制作した「若い群像（東京都写真美術館に作品収蔵）」で第2回太陽賞を受賞、1991年には第31回ACC全日本CMフェスティバルのテレビCM部門において優秀賞となるなど、数々の受賞歴を持つ。さらに、1992年に第39回カンヌ国際広告映画祭ファイナリストに入賞、1998年には伊奈信男賞特別賞を受賞している。日本写真家協会会員、東京綜合写真専門学校の講師（1970年〜）・およびその学校法人写真学園の理事（2001年〜）であった。
1987年、北方謙三・中原淳と崩壊間近のベルリンの壁を越える旅をする。「国境とは何か」を問い、日本の国境地帯を渡り歩き、中原と組んで県境や飛地にも関心の幅を広げ、撮影して回った。
2013年6月25日、肺炎のため逝去した。享年72。

## 主な作品
- 「若い群像」（東京都写真美術館）
- 「空撮大東京」（東京都写真美術館）

## 主な個展
- 「国境流浪」
- 「くにざかい―目に見えない境界線」[5]
- ほか多数

## 主な著書・写真集
- 秋山忠右『国境流浪』平凡社、2000年。
- 秋山忠右『Farmer』冬青社、2000年。ISBN 9784924725973。
- 秋山忠右『ZONE: 郊外・事件の記憶秋山忠右写真集』日本カメラ社、2004年11月5日。ISBN 9784817920775。
- 秋山忠右『鳥眼風景紀行: 鳥のように風のように』1998年12月。ISBN 9784763617118。
- 秋山忠右・中原淳『知られざる日本の不思議百景 「県境」の秘密』PHP研究所、2009年12月25日、229頁。ISBN 978-4-569-77356-8。
- ほか